# Rivers
Rivers – stan w południowej części Nigerii.
Rivers leży nad Zatoką Gwinejską i sąsiaduje ze stanami Akwa Ibom, Abia, Imo, Anambra, Delta i Bayelsa. Jego stolicą jest Port Harcourt. Powstał w 1967. W 1996 odłączono od niego stan Bayelsa. 
W stanie rozwinął się przemysł spożywczy. Ludność stanu zajmuje się uprawą palmy olejowej, manioku, ryżu oraz jamsu. 
Stan Rivers dzieli się na 23 lokalne obszary administracyjne:
| - Abua-Odual - Ahoada-East - Ahoada-West - Akuku-Toru - Andoni - Asari-Toru - Bonny - Degema | - Eleme - Emuoha - Etche - Gokana - Ikwerre - Khana - Obio/Akpor - Ogba/Egbema/Ndoni | - Ogu-Bolo - Okrika - Omumma - Opobo/Nkoro - Oyigbo - Port Harcourt - Tai |